# Guaraci (São Paulo)
Guaraci, amtlich portugiesisch Município de Guaraci, ist eine Stadt im Nordwesten des brasilianischen Bundesstaats São Paulo am Rio Grande.

## Geographie
Die Gemeinde hatte laut Volkszählung des Brasilianischen Instituts für Geographie und Statistik (IBGE) 2010 9.976 Einwohner. Die Bevölkerungszahl wurde 2020 auf 11.287 Einwohner geschätzt, die Guaracienser genannt werden. Sie liegt in etwa 475 bis 484 Metern Höhe und hat die geografische Lage 20°29′56″S 48°56′42″W, die Gesamtfläche beträgt rund 641,5 km².
Ein Teil der Fläche (ca. 15 %) wird im Norden des Stadtgebiets von den Fluten des durch den 1975 fertiggestellten Marimbondo-Staudamm, der den Rio Grande staut, bedeckt. Der Stausee dient zur Erzeugung von Elektrizität, zur Bewässerung und für Freizeitvergügungen wie Angeln etc. Er ist der zweite der großen Stauseen am Rio Grande, nach dem 1973 in Betrieb genommenen Ilha-Solteira-Stausee am Unterlauf des Flusses.
Nachbarorte sind Icém, Altair, Olímpia, Barretos im Staat São Paulo und Fronteira sowie Frutal im Bundesstaat Minas Gerais. Die Entfernung zur Hauptstadt des Bundesstaates beträgt ca. 465 Straßenkilometer.
Bürgermeister ist seit der Kommunalwahl in Brasilien 2016 Elson Machado da Silveira für die Amtszeit 2017 bis 2020. Das Motto der Stadt ist: Entwicklung und Soziale Gerechtigkeit.

## Geschichte
Die Entwicklung der Stadt begann am Anfang des 20. Jahrhunderts, nachdem ein Stück Land einem religiösen Orden nahe dem Rio Grande, einem Nebenfluss des Rio Paraná, überlassen worden war. Die Viehzucht erlangte große Bedeutung, besonders wegen der Nähe der Kühlhäuser in Barretos. In den ersten Jahrzehnten des 20. Jahrhunderts war der Anbau von Kaffee durch Einwanderer aus Italien ein wichtiger Wirtschaftsfaktor. 1944 wurde Guaraci von der Stadt Olímpia abgetrennt und erhielt Selbstverwaltungsrechte. Ihre weitere Entwicklung war weiterhin vollkommen von der landwirtschaftlichen Produktion abhängig. Da keine Handels- und Industrieunternehmen ansässig wurden, begann in den 1940er Jahren eine Abwanderung der Einwohner in die Großstädte.

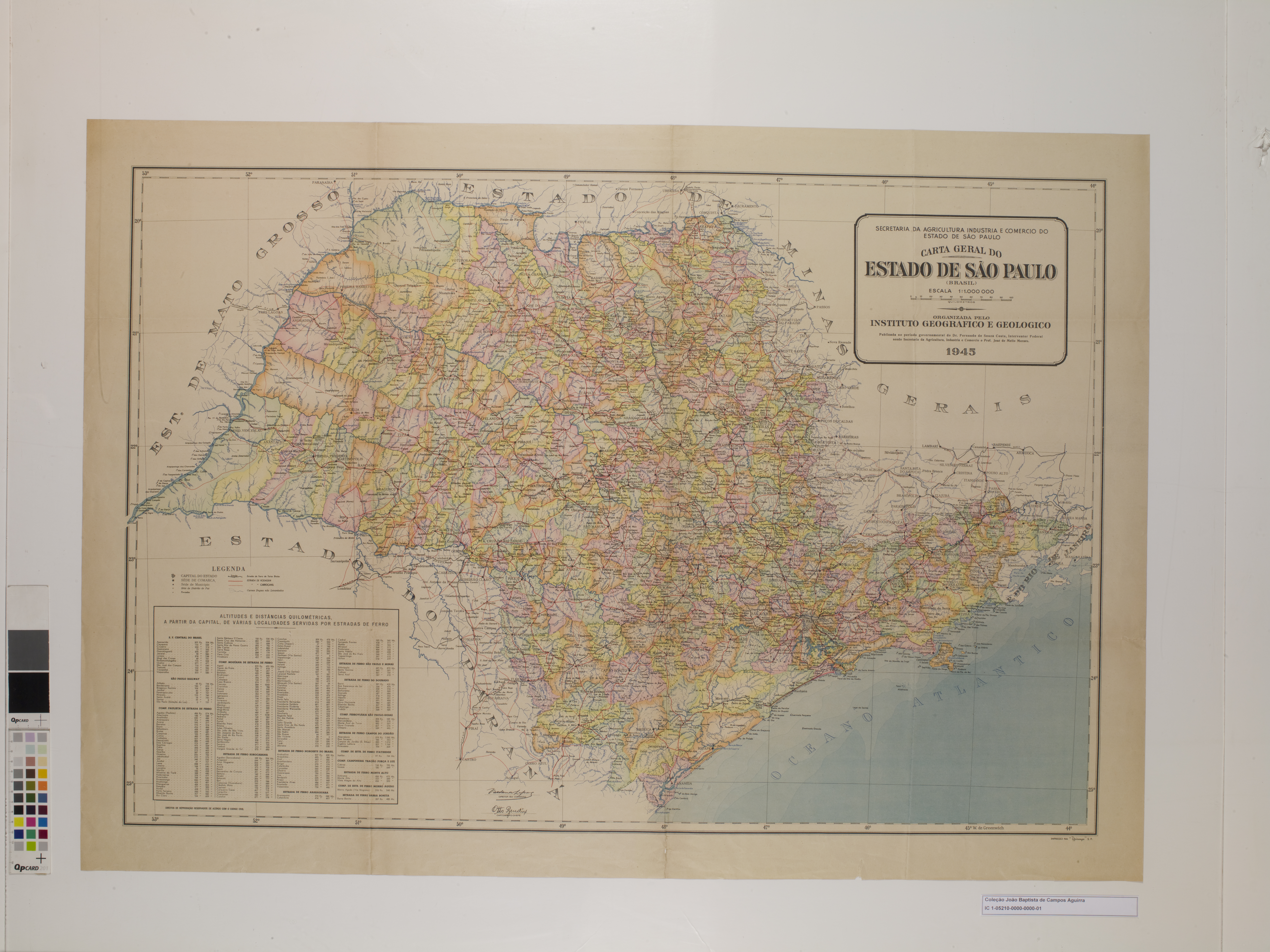
Karte des Bundesstaates São Paulo (1944).

Mit dem Beginn der 1970er Jahre sorgte der Anbau von Orangen und anderen Zitrusfrüchten für einen gewissen wirtschaftlichen Aufschwung. Seit dem Jahre 2000 jedoch ist der Anbau von Zuckerrohr die bedeutendste Einnahmequelle. Der Aufbau und die Fertigstellung der Zuckerfabrik führten zu einer Einwanderung von Arbeitskräften in die Stadt.

## Zucker und Ethanolfabrik
Die im Jahre 2003 fertiggestellte Anlage Vertente liegt ca. 15 Kilometer vom Stadtzentrum entfernt. Sie wurde Anfang 2010 zu 50 % von der Firma Açúcar Guaraní SA erworben, die bereits in der Nähe zwei weitere Zuckerfabriken in Cruz Alta und São José besaß und sich deshalb beträchtliche Synergien erhoffte.
Der Kaufpreis für die 50 % der Anlage und das Ackerland betrug 105 Mio. R$. Vertente sollte im Jahr 2010/2011 1,7 Mio. Tonnen Zuckerrohr produzieren und daraus 117.000 Tonnen Zucker sowie 72.000 Kubikmeter Ethanol herstellen. Diese Zahlen sollen im Wirtschaftsjahr 2011/2012 auf 2,2 Mio. Tonnen Zuckerrohr, 165.000 Tonnen Zucker und 92.000 m³ Ethanol erhöht werden. Die Reststoffe aus der Produktion, die Bagasse, werden bisher zur Hälfte für die Düngung der Zuckerrohrfelder und zur anderen Hälfte in zur Anlage gehörenden Biomassekraftwerken zur Erzeugung von Dampf, der für die Herstellungsprozesse und zur Gewinnung von Elektrizität genutzt wird, eingesetzt.

## Religion
Das christentum ist in der Stadt wie folgt vertreten:

### Römisch-katholische Kirche
Die römisch-katholische Gemeinde ist Teil des Bistums Barretos.

### Protestantische Kirche
In der Stadt gibt es die unterschiedlichsten evangelischen Glaubensrichtungen, hauptsächlich Pfingstler, darunter die brasilianischen Assemblies of God, die Christliche Kongregationalistische Kirche in Brasilien, und andere.